# تاریخ عقاید اقتصادی

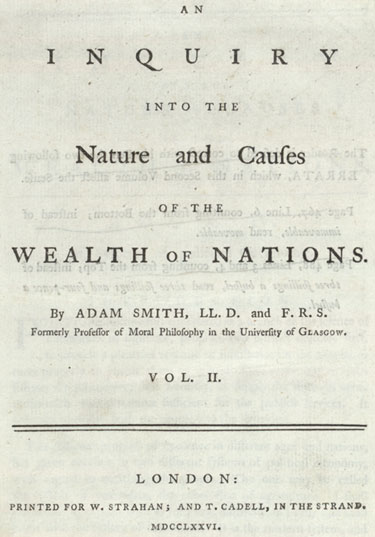
صفحه عنوان کتاب ثروت ملل اثر ادام اسمیت

## هراکلیت (۵۳۵ تا ۴۷۵ پیش از میلاد مسیح)
قدیمی‌ترین نظریه در رابطه با نظام‌های اقتصادی توسط هراکلیت بیان شده‌است. او عالم را مانند رودی می‌داند که همیشه در حال جریان است و هیچ ثانیه ایی مانند ثانیه دیگر نیست چون همه چیز در حال شدن است. به همین علت است که امکان ندارد بتوانیم در یک رودخانه دو دفعه شنا کنیم. چون نه آب آن رودخانه همان آب قبلی است و نه ما همان نفر قبلی هستیم. همه چیز در حال شدن است و شدن نتیجهٔ جدال اضداد است و تضاد سازش دهندهٔ اجزا عالم است و اضداد برای هم لازم هستند. این اصل از اصول پذیرفته شدهٔ سوسیالیسم است.

## سقراط(۴۶۹ تا ۳۹۹ پیش از میلاد مسیح)
این فیلسوف نامی یونان باستان هدف زندگی انسان را رفاه و سعادت آن‌ها معرفی می‌کند اما به هیچ وجه تمرکز ثروت را راه رسیدن به این رفاه و سعادت نمی‌داند و با تعریفی که از مال ارائه می‌دهد مفید بودن را شرط وجود آن می‌داند. در حال حاضر یکی از تمایزات میان نظام‌های اقتصادی نگرش آن‌ها نسبت به مسئلهٔ «تمرکز ثروت» است.

## افلاطون(۴۲۷ تا ۳۴۷ پیش از میلاد مسیح)
تصویر یک نظام اشتراکی و سوسیالیستی به تمام معنا را می‌شود در افکار این فیلسوف مشاهده کرد.افلاطون در کتاب جمهوریت خود مدینه فاضله را جامعه‌ای اشتراکی معرفی می‌کند که مرکز ثقل زندگی اجتماعی در آن عدالت اجتماعی است و ثروت به صورت برابر تقسیم می‌شود.همچنین اصالت جمع که یکی از اصول اصلی و پذیرفته شده نظام‌های سوسیالیستی می‌باشد مورد توجه افلاطون می‌باشد.
با این حال جامعه اشتراکی افلاطون دو فرق اساسی با نظام‌های کمونیستی قرن بیستم دارد اول: اینکه نظریات افلاطون بر پایهٔ اصالت معنا (ایدئالیسم) استوار است در حالی که نظام‌های کمونیستی قرن بیستم مبتنی بر اصالت ماده (ماتریالیسم) هستند.
دوم: اینکه در نظام‌های کمونیستی هدف ایجاد جامعه‌ای بدون طبقه است و حکومت طبقه کارگر در سوسیالیسم زمینه را برای ایجاد جامعه‌ای بدون طبقه در نظام کمونیستی آماده می‌کند. اما نظام اشتراکی افلاطون بر طبق آریستوکراسی (به معنی حکومت اشراف و فرمانروایی برگزیدگان و نخبگان) تشکیل می‌شود که در آن سه طبقه در نظر گرفته شده است طبقه اول شامل حکام و دادرسان و فیلسوفان می‌شود که در واقع افلاطون خود را در طبقه اول و برتر از افراد دو طبقه دیگر قرار داده است. طبقه دوم را سپاهیان و جنگ‌آوران تشکیل می‌دهند و در طبقه سوم مولدان که شامل صنعت‌گران و بازرگانان و صاحبان شغل‌های یدی حضور دارند که در عین حال با دیدهٔ تحقیر نگریسته می‌شوند.

## ارسطو(۳۸۴ تا ۳۲۲ پیش از میلاد مسیح)
تقریباً در زمانی که افلاطون نظریات اشتراکی خود را مطرح می‌کرد نظریاتی مخالف وی توسط شاگرد او ارسطو مطرح گردید. ارسطو بر خلاف استادش افلاطون نظریهٔ اصالت فرد را مطرح می‌کند وی در کتاب سیاست اداره منزل و شهرها و ثروت را بررسی می‌کند و فرد را اصل می‌داند. به نظر او جامعه وجود مستقل از افراد ندارد و بدون به سعادت رسیدن افراد نمی‌تواند به خودی خود سعادتمند باشد. در واقع یکی از اصول پذیرفته شدهٔ نظام‌های اقتصادی سرمایه‌داری به نام اصالت فرد ریشه در افکار این فیلسوف یونانی دارد. با توجه به اینکه اصالت فرد و آزادی‌های فردی دو اصل لیبرالیسم را تشکیل می‌دهند مالکیت فردی نیز به عنوان یکی از لوازم آزادی‌های فردی و اصالت فرد مطرح می‌شود. تأکید و توجهٔ ارسطو به مالکیت شخصی نشان‌گر ارتباط نزدیکتر نظریات او و اصول اقتصاد سرمایه‌داری است.
از دیگر نظریات اقتصادی ارسطو تمایز قائل شدن وی میان ارزش مصرفی و ارزش مبادله‌ای است. ارزش مصرفی کالا از نظر مفید بودن آن کالا مشخص می‌شود و ارزش مبادله‌ای کالا ناشی از مقبولیت عام ان کالا در بازار است که از طریق عرضه و تقاضا تعیین می‌گردد. همچنین ارسطو میان اقتصاد طبیعی و اقتصاد پولی تمایز قائل می‌شود که در اولی هدف از فعالیت‌های اقتصادی رفع نیاز و در دومی هدف کسب پول است.